# Caloptilia aeolospila
Caloptilia aeolospila là một loài bướm đêm thuộc họ Gracillariidae. Nó được tìm thấy ở Trung Quốc (Vân Nam).